# Компаративно историјска истраживања

Компаративно историјска истраживања је метода друштвених наука која испитује историјске догађаје у циљу стварања 
објашњења која важе ван одређеног времена и места, било директним поређењем са осталим историјским догађајима, стварањем теорије или упућивањима до данас. Генерално, то подразумева поређења друштвених процеса преко времена и места. Поклапа се са историјском социологијом. Иако су дисциплине историје и социологије увек биле повезане, повезиване су на различите начине у различитим временима (погледајте 'Главни истраживачи' доле). Овај облик истраживања могу користити било која од неколико теоријских оријентација. Одликује се по врстама постављених питања, без коришћења теоријских оквира (погледајте 'Илустрације' испод).

## Главни истраживачи
Неки аналитичари су установили три таласа историјског компаративног истраживања. Први талас историјског компаративних истраживања тиче се питања како друштво постаје модерано, на основу индивидуалне и рационалне акције, са тачном дефиницијом широких варирања. Неки од главних истраживача у овом моделу били су Алексис де Токвил, Карл Маркс, Емил Диркем, Макс Вебер и В. Е. Б. Ду Боис. Други талас је реаговао на уочено неисторијско тело теорије и настојао да покаже како друштвени системи нису били статични, већ се временом развијала. Познати аутори овог таласа су: Барингтон Мур, Теда Скочпол, Чарлс Тили, Мајкл Ман и Марк Гулд. Неки су ставили школу Анала и Пјера Бурдјеа у ову општу групу, упркос њиховим стилским разликама. Садашњи талас историјског компаративног истраживања социологије је често, али не и искључиво постструктуралан у својој теоријској оријентацији. Утицајни садашњи аутори су Џулија Адамс, Ана Лаура Столер, Филип Горски и Џејмс Махони.

## Методе
Постоје четири главне методе које користе истраживачи за прикупљање историјских података. То су архивски подаци, секундарни извори, коришћење евиденције и сећања. Архивски подаци, или примарни извори, су обично ресурси на које се истраживачи ослањају. Архивски подаци укључују службена документа и остале предмете који би се нашли у архиви, музеју итд. Секундарни извори су радови других историчара који су писали историју. Евиденције представљају низ статистичких и других врста података, као што су подаци пописа, регистар брода, имовински папири итд. На крају сећања укључују изворе као што су аутобиографије, мемоари или дневници.
Постоје четири фазе за систематске квалитативне компаративне историјске студије: (1) развијање премисе истраге, идентификација догађаја, концепта итд., који могу да објасне феномене; (2) бириње случаја (локације - државе, региона) за испитивање ; (3) коришћење, што је Теда Скочпол назвала "тумачења историјске социологије" и испитивање сличности и разлика; и (4) на основу прикупљених информација, предлагање узрочног објашњења за феномен.
Кључна питања у поступцима за историјско компаративно истраживање потичу из непотпуне природе историјских података, сложености и скали социјалних система, као и природе питања. Историјски подаци су тежак скуп података за рад због више фактора. Овај сет података може бити веома пристрасан попут дневника, мемоара, писама где су сви под утицајем не само лица које их пише, погледа те особе на свет, већ такође може бити повезан са социо-економским статусом те особе. На овај начин подаци могу бити корумпирани / искривљени. Историјски подаци без обзира да ли могу или не могу бити пристрасани (дневници против званичних докумената) временом постају рањиви. Време може да уништи крхки папир, мастило бледи док не постане нечитко, ратови, еколошке катастрофе могу уништити све податке а посебне интересне групе могу да униште масовне количине података који имају одређену сврху у време кад су живели итд. Стога, подаци су наравно непотпуни и могу донети друштвеним научницима много препрека у истраживању. Често су историјска компаративна истраживања простране и широке истраживачке теме попут питања како се демократија развијала у три специфичне регије. Праћење развоја демократије је тежак задатак за једну земљу или регион а камоли три. Овде је размера социјалног система, који се покушава проучавати, огромна али и сложеност је екстремна. У оквиру сваког случаја постоји више различитих социјалних система који могу да утичу на развој друштва и њен политички систем. Фактори морају бити одвојени и анализирају се тако да се узрочност може постићи. То је узрочност која нас доводи до још једног кључног питања у поступцима за компаративно историјска истраживања, природа питања која се постављају настоји да предложи узрочно-последичне везе између скупа варијабли. Одређивање узрочности само по себи је тежак задатак; заједно са непотпуном природом историјских података и сложеношћу и скалом социјалних система који се користе за испитивање узрочности, задатак постаје још већи изазов.

## Препознавање карактеристика
Три питања препознавања постоје код историјских компаративних истраживања и то су узрочне везе, процеси током времена и поређења. Као што је већ поменуто узрочни односи се тешко подржавају иако смо направили узрочно-последичне претпоставке. Постоји пет критеријума који морају бити испуњени како би имали узрочну везу. Од пет прва три су најважнија: повезаност, временски ред и аутентичност. Повезаност се односи на две варијабле; промена једне варијабле односи се и на промену друге променљиве. Време се односи на чињеницу да мора бити доказано да је до узрока (независна променљива) прво дошло и да је до ефекта (зависна варијабла) дошло потом. Аутентичност каже да повезаност између две варијабле није последица треће променљиве. Последња два критеријума су: идентификовање узрочно-последичних веза механизмом – како се сматра да је дошло до везе / повезаности између променљивих – и контекст у којем се одвија ова повезаност. Детерминистички узрочни приступ захтева да у свакој студији, независне и зависне варијабле имају повезаност а да у оквиру те студије сваком случају (нација, региона) независна варијабла има утицај на зависне варијабле.
Џон Стјуарт Мил је осмислио пет метода за систематско анализирање запажања и израду тачније претпоставке о узрочности. Милове методе говоре о ; директној методи слагања, методи разлике, заједничкој метода сагласности и разлика, методи остатака и начину пратећих варијација. Милове методе су обично најкорисније када је у питању узрочна веза за коју се већ сумња и стога може бити средство за отклањање других објашњења. Неки методолози тврде да Милове методе не могу пружити доказ да варијације у једној променљивој изазвају варијације друге променљиве.

## Тешкоће
Постоји неколико тешкоћа са којима се суочавају историјска компаративна истраживања. Џејмс Махони, један од актуелних водећих личности у историјском компаративном истраживању, идентификује неколико њих у својој књизи "Компаративна историјска анализа у друштвеним наукама". Махони наглашава кључна питања као што су колико се микрониво студија може уградити у макро ниво историјског компаративног истраживања, питања зрела за историјско компаративно истраживање која се дају превидети, као што је право, и да ли треба да се приступи историјском компаративном истраживању као науци или као историји. Ово је једна најчешћих дебата данас, често се расправља између Теде Скочпол која стаје на страну историјског приступа и Кисера и Хектера, који су заговорници научног погледа којим треба тражити опште узрочне принципе. И Кисер и Хектер користе моделе у оквиру теорије рационалног избора за њихове опште узрочне принципе. Историјски истраживачи су им се супротставили (Скочпол, Сумерс и други) и тврде да Кисер и Хектер не указују на многе друге веродостојне опште теорије, и на тај начин чини се као да им је залагање за опште теорије заправо залагање за њихову жељену општу теорију. Они такође помињу и друге критике коришћења теорије рационалног избора у историјском компаративном истраживању.

### Улога опште теорије
У последњих неколико деценија историјски компаративни истраживачи су расправљали о правој улози опште теорије. Двојица главних учесника у овој дебати били су Едгар Кисер и Мајкл Хектер. Они су тврдили да је важно користити општу теорију како би могли тестирати резултате истраживања која су рађена. Они не тврде да је једна конкретна теорија боља од оне друге и да само ту теорију треба користити. Њихова изабрана теорија је рационални избор. Један од главних проблема је што свако има другачији концепт о томе шта је теорија и шта чини нешто теоријом. Неки од њихових противника сматрају да се свака теорија може тестирати а они тврде да неке не могу бити. Кисер и Хектер не признају да је ово растућа област и да се њихова перспектива може променити у будућности.

## Илустрације
Компаративно-историјски метод може да се разјасни са скорашњим и веома цењеним примером. У Породичној држави, Џулија Адамс позива се на оба оригинална архивска рада и секундарне изворе да анализира како се трговачке породице такмиче са племићким породицама за утицај у раном модерном добу Холандске републике. Адамс тврди да су та такмичења производи политичких институција које су постојале у модерној холандској држави. Она често помиње Енглеску и Француску, али је главна тема холандска држава. Адамс испитује оно што су раније социолози говорили о формарању државе у светлу холандског случаја, проналази да има пресудних елемената у холандској држави, као патријархална структура у владајућим породицама, која се не помиње у ранијим теоријама. Адамс се ослања на феминистичку теорију, која није првобитно намењена да објасни формирање модерне државе, да створи проширену теорију о томе како се долази до модерне државе. Ово је илустрација колико упоредно-историјска анализа користи случаје и теорије заједно.